# ヴァンパイア:ザ・マスカレード
ヴァンパイア:ザ・マスカレードは、ホワイト・ウルフ・ゲーム・スタジオのワールド・オブ・ダークネスシリーズの第1作のライブRPG/ロールプレイングゲームである。
Mark Rein·Hagen制作のこのゲームは、Storytelling Systemを基にしており、吸血鬼を中心とした現代的ゴシックパンクが築かれている。
タイトルのマスカレードは、Camarillaが人間や人間政府およびマスメディアから吸血鬼主義を隠そうとしていることからきている。
1992年、オリジン賞最優秀ロールプレイングゲーム部門を受賞。
この作品のゲームライは2004年に終了したがヴァンパイア:ザ・レクイエムに受け継がれた。

## 種族

### 13血族
ヴェントルー （貴族/Blue Blood）十三氏族の長を自任し「貴族」と呼ばれる高貴なる支配者の一族
ギャンレル （よそ者/Outsider）唯一血族の中で自然の原野をその住まいとする一族
トレアドール （デカダン/Degenerate）血族の中でも最も美しく、最も退廃し、最も不死の人生に真摯な一族
トレメール （妖術師/Warlock）強大な黒魔術と、狡猾な外交工作を武器にして生きる一族
ノスフェラトゥ （ドブネズミ/Sewer Rat）最も醜悪なるものにして、化け物の中の化け物なる一族
ブルハー （暴徒/Rabble）血族の中で最も奔放で、好戦的な一族
マルカヴィアン （狂人/Kook）秩序紊乱者、社会不適格者、神に触れられた者、超越者、理解を越える一族
ツィミーシィ （悪鬼/Fiend）太古の昔より、最も邪悪な氏族として悪名をはせてきた一族
ラソンブラ （番人/Keeper）影で編み上げた網の中心から、恐るべきサバトの命運を握る一族　
アサマイト （殺し屋/Assassin）闇と静寂とフードの奥にその身を隠し、神出鬼没に歳古りた長老を容赦なく抹殺する暗殺者
ジョヴァンニ （死霊使い/Necromancer）死霊を操る力、インモラルな同族婚、マフィアに通ずる謎めいた一族
セトの信徒 （ヘビ/Serpent）全世界を敵に回して戦い続けている破滅と堕落の暗黒の神「セト」の使徒。蛇の刺青をしている。
ラヴノス （ペテン師/Deceiver）ジプシー、流浪の民、詐欺師、泥棒、裏切り者、彼らの版図は全世界

### 人間
人間はヴァンパイアの下僕となる。
人間の従者給料などを報酬にヴァンパイアに雇われたり、訓えによって魅了されたり支配されたりした人間が従僕として使役される事がある。
グール（Ghoul）血を飲み干されることなくヴァンパイアの血を飲んだ人間は、「グール」と呼ばれる存在となる。超人的な力を得る。
レヴナント（Revenant）ツィミーシィ氏族の人体実験によって生み出された存在。生れながらにしてグールの力を持つ。